# Bandworm Records
Bandworm Records ist ein deutsches Plattenlabel mit angeschlossenem Versandhandel.

## Geschichte
Das Unternehmen wurde 1995 gegründet; der Firmensitz ist Magdeburg.
Bandworm Records veröffentlicht und vertreibt Ton- und Bildträger hauptsächlich aus den Bereichen Punkrock und Oi!, jedoch auch Ska, Reggae, Hardcore Punk, Rock, Psychobilly, Rockabilly, Rock ’n’ Roll u. a. Mit Punkrock Tattoos – Hautkunst aus der Messestadt befindet sich auch ein Buch im Firmenprogramm. Zu Bandworm Records gehört zudem das Sublabel Asphalt Records.
Auch wenn die musikalische Bandbreite weit gefächert ist, wurde der Fokus von Anfang an auf Oi!-Punk gelegt, weil die Firmengründer selbst aus dieser Szene stammen. So waren es anfänglich Bands wie Falsche Fögel (Punk aus Magdeburg), Restrisiko (Oi Punk aus Magdeburg) oder Tetra Vinyl (Punk aus Wefensleben), die veröffentlicht wurden. Die Band Kampfzone, von welcher die erste Single mit Liedern ihrer Anfangsphase veröffentlicht wurde, kam in den folgenden Jahren immer mehr in den Ruf, der rechten Szene nahezustehen. Auch Perkele wurden oft mit dem Vorwurf, eine rechte Band zu sein, bedacht. Die Bands Red Union (SRB) und Subversivos (BRA) stehen der linken Szene nahe. 2005 erschien das zweite Album der saarländischen Skinhead-Band KrawallBrüder als Vinyl-Version auf dem Label.
Inzwischen umfasst das Angebot des Versandhandels zunehmend auch Musik der (unpolitischen) Skinheadszene, Rock ’n’ Roll, Hardcore Punk, Ska, Rock und Psychobilly.
Nachdem die Band Frei.Wild, welche über Asphalt Records veröffentlichte, bei der Südtiroler Partei Die Freiheitlichen ein Konzert geben wollte, beendete das Label die weitere Zusammenarbeit, obwohl sich die Band auf Druck des Managements distanzierte und die Veranstaltung absagte.

## Labelprogramm (Auswahl)
- Berliner Weisse
- Eastside Boys
- Kärbholz
- Perkele
- Red Union
- Rotz und Wasser
- Schusterjungs
- Staatsroiber
- Grober Knüppel